# Се Шувэй
Се Шувэ́й (кит. трад. 謝淑薇, упр. 谢淑薇, пиньинь Xiè Shúwéi; род. 4 января 1986, Гаосюн) — тайваньская теннисистка, бывшая первая ракетка мира в парном рейтинге; победительница девяти турниров Большого шлема (семи в женском парном разряде и двух в миксте) и финалистка трёх турниров Большого шлема в женском парном разряде; победительница одного Итогового турнира WTA (2013) и финалистка трёх Итоговых турниров WTA (2014, 2019, 2021) в парном разряде; победительница 38 турниров WTA (из них три в одиночном разряде).
В юниорах: финалистка одного юниорского турнира Большого шлема в парном разряде (Открытый чемпионат Франции-2002); бывшая пятая ракетка мира в юниорском парном рейтинге; бывшая девятая ракетка мира в юниорском одиночном рейтинге.

## Общая информация
Уроженка Гаосюна — одна из шести детей слесаря Се Цзылуна и домохозяйки Хэ Фомжу. Соответственно, у неё есть сестра Шуин и четверо братьев: Чжэньянь, Чжэньпон, Чжэньин и Чжэньань.
Отец впервые привёл дочь на корт в пять лет. Любимое покрытие — хард.

## Спортивная карьера

### Начало карьеры
Обратила на себя внимание специалистов ещё на этапе юниорской карьеры. В 2001 году начала завоёвывать титулы на турнирах серии ITF. Победив в 28 матчах подряд, установила рекорд беспроигрышной серии одиночных игр, проведённых в рамках этих соревнований, который продержался девять лет.
В сентябре 2001 года дебютировала на соревнованиях WTA, приняв участие в турнире на Бали. Попав в основную сетку по результатам квалификационных выступлений, смогла пройти в полуфинал турнира. В ноябре 2001 года вышла в четвертьфинал турнира в Паттайе. В 2002 году ей удалось выйти в финал Открытого чемпионата Франции среди девушек.
В начале октября 2004 года вместе с соотечественницей Чжуан Цзяжун вышла в финал парных состязаний турнира в Сеуле, который стал для неё первым на турнирах WTA.
В январе 2005 года, также в парном разряде, Се Шувэй дебютировала в основных соревнованиях серии Большого шлема, сыграв на Открытом чемпионате Австралии в паре с Сейко Окамото. Летом она успешно выступила в цикле турниров ITF, выиграв четыре одиночных и четыре парных титула на турнирах с призовым фондом в 25 тысяч долларов. На Открытом чемпионате США представительница Тайваня пробилась через квалификацию в основной турнир, где в первом раунде проиграла Катарине Среботник. В июне 2006 года, пройдя квалификационные состязания, вышла на Открытый чемпионат Франции и также проиграла на начальной стадии. На дебютном Уимблдонском турнире в первом раунде Се Шувэй уступила испанке Анабель Медине Гарригес. В следующий раз в основной сетке одиночного турнира серии Большого шлема она играла в 2007 году на Открытом чемпионате Франции, где вновь проиграла в самом начале соревнований, на этот раз Хиселе Дулко. С тем же результатом она участвовала в розыгрыше Уимблдонского турнира 2007 года. В сентябре Се Шувэй завоевала свой первый титул на турнирах WTA в парном разряде, победив вместе с Чжуан Цзяжун в Пекине. Через неделю после этого пара из Тайваня завоевала звание чемпионок на турнире в Сеуле.

### 2008—2012
В 2008 году Се Шувэй добилась прогресса. На Открытом чемпионате Австралии, начав с трёх квалификационных раундов, она впервые смогла пройти до четвёртого раунда, где уступила Энен, Жюстин. На кортах Ролан Гаррос Се Шувэй проиграла в первом раунде, а на Уимблдоне прошла во второй раунд. Такого же результата она достигла и на Открытом чемпионате США, где начинала с квалификации. В сентябре в паре с китаянкой Пэн Шуай Се Шувэй завоевала трофей турнира на Бали. Через две недели ещё одну парную победу она одержала на турнире в Сеуле, выступая на этот раз с Чжуан Цзяжун. В октябре эта тайваньская пара смогла победить и у себя на родине — на 100-тысячнике ITF в Тайбэе. По итогам сезона 2008 года Се Шувэй смогла впервые в карьере финишировать в Топ-100 женского мирового рейтинга.
В начале 2009 года Пэн Шуай и Се Шувэй выиграли парный приз турнира в Сиднее. На Открытом чемпионате они смогли выйти в четвертьфинал, в то время как в одиночных соревнования Се Шувэй выбыла в первом же раунде. В мае спортсменок ждал успех на турнире серии Премьер 5 в Риме. В финале они выиграли у пары Даниэла Гантухова и Ай Сугияма. На Открытом чемпионате Франции китайско-тайваньская пара пробилась в полуфинальную стадию. В октябре того же года Се Шувэй и Пэн Шуай добавили в свой актив чемпионство на турнире в Пекине. Успешные выступления в парном разряде позволили Се по итогам сезона занять 9-ю строчку соответствующего рейтинга, однако в одиночных выступлениях она опустилась в рейтинге в четвёртую сотню.
В сезоне 2010 года Се Шувэй в основном выступала в парных соревнованиях, но по сравнению с предыдущим сезоном её результат несколько ухудшился, и она заняла по итогам 46-е место в парном рейтинге. На Австралийском чемпионате 2011 года в паре с Чжуан Цзяжун она дошла до 1/4 финала. В течение сезона Се Шувэй играла стабильно, но первый титул WTA смогла выиграть в сентябре на турнире Гуанчжоу, где она выступила в альянсе с Чжэн Сайсай. В 2011 году она также предпринимала попытки улучшить игру в одиночных состязаниях и выиграла три турнира из серии ITF, но максимально на тот момент смогла вернуться в конец второй сотни мировой классификации.
В феврале 2012 года в Паттайе, начав с квалификационных соревнований, после долгого перерыва Се Шувэй смогла выйти в полуфинал турнира WTA. Это выступление ознаменовало её самый успешный сезон в одиночных турнирах. В начале марта она завоевала свой первый титул WTA в одиночном разряде, победив в Куала-Лумпуре Петру Мартич, которая отказалась от продолжения встречи в третьем сете (2:6, 7:5, 4:1 — отказ). На Открытом чемпионате Франции тайваньская теннисистка выбыла в первом раунде, уступив итальянке Флавии Пеннетте. В июне на травяном турнире в Бирмингеме она прошла в четвертьфинал, а в парном розыгрыше совместно с Тимеей Бабош выиграла главный приз соревнований. На Уимблдонском турнире Се Шувэй смогла дойти до третьего раунда, где путь дальше ей преградила Мария Шарапова. После Уимблдона она приняла участие на летних Олимпийских играх в Лондоне. В одиночном турнире Се Шувэй в первом раунде уступила своей частой партнёрше по парным выступлениям Пэн Шуай, а в парном турнире в дуэте с Чжуан Цзяжун дошла до четвертьфинала. На Открытом чемпионате США она выбыла в первом раунде, но в парном разряде ей удалось выйти в полуфинал в партнёрстве с Анабель Мединой Гарригес. После выступлений в США Се Шувэй победила на 100-тысячнике ITF в Нинбо. Затем в основных соревнованиях WTA она выиграла титул на турнире в Гуанчжоу, переиграв в финале Лору Робсон (6:3, 5:7, 6:4). В октябре тайваньская спортсменка выиграла ещё один 100-тысячник ITF, который проходил в Сучжоу. Сезон она завершила на 25-й строчке одиночного рейтинга.

### 2013—2016 (победы на Уимблдоне и Ролан Гаррос, первая ракетка мира в парах)
На Открытом чемпионате Австралии 2013 года Се Шувэй вышла во второй раунд, где уступила Светлане Кузнецовой. В марте она прошла в четвертьфинал в Куала-Лумпуре, где годом ранее была победительницей. В мае с Пэн Шуай она завоевала парный титул престижного турнира в Риме, который стал для Се Шувэй десятым на парных турнирах WTA. На Открытом чемпионате Франции Се Шувэй проиграла в первом раунде Марии Шараповой. На Уимблдонском турнире ей удалось выиграть стартовый матч, но следующий она проиграла Ализе Корне. Главный же успех пришёл к ней в парных соревнованиях. Успешно пройдя всех своих соперниц по сетке Уимблдона, Пэн Шуай и Се Шувэй смогли выиграть первый в карьере титул на турнирах серии Большого Шлема. Шувэй стала первой представительницей Тайваня, выигравшей Уимблдонский турнир. После этого выступления она вошла в Топ-10 парного рейтинга, заняв 9-е место.
| Стадия  | Соперницы (посев)                   | Рейтинг  | Счёт        |
| 1 раунд | Вера Душевина Александра Панова     | 54 / 64  | 7-5 6-1     |
| 2 раунд | Ева Грдинова Стефани Форетц Гакон Q | 85 / 106 | 4-6 6-3 6-4 |
| 3 раунд | Тамарин Танасугарн Дарья Юрак       | 67 / 39  | 6-4 6-4     |
| 1/4     | Мирьяна Лучич-Барони Елена Янкович  | 51 / 62  | 6-4 7-5     |
| 1/2     | Сюко Аояма Шанель Схеперс           | 60 / 83  | 6-4 6-3     |
| Финал   | Эшли Барти Кейси Деллакква (12)     | 29 / 36  | 7-6(1) 6-1  |

Следующей успех к Пэн и Се пришёл на турнире в Цинциннати, где они выиграли третий совместный титул в сезоне. На Открытом чемпионате США они вышли в четвертьфинал, а в одиночном разряде Се Шувэй смогла пройти только во второй раунд. В сентябре Пэн и Се выиграли парные состязания турнира в Гуанчжоу. Пройдя отбор по итогам сезона на Итоговый турнир WTA, их пара смогла выиграть эти соревнования, переиграв в финале российский дуэт Елена Веснина и Екатерина Макарова. 2013 год Се Шувэй завершила на третьей строчке парного рейтинга, а в одиночных выступлениях она финишировала в Топ-100, заняв в итоге 85-е место.
На Открытом чемпионате Австралии 2014 года Се Шувэй выбыла в первом раунде. В феврале совместно с Пэн Шуай она выиграла парный трофей турнира серии Премьер 5 в Дохе. Следующего успеха они добились на турнире серии Премьер высшей категории, который проходил в марте в Индиан-Уэлсе. 12 мая 2016 года Се Шувэй, благодаря своим успешным выступлениям в основном в альянсе с Пэн Шуай, возглавила мировой парный рейтинг, став 32-й теннисисткой, кому это удалось сделать, и первой представительницей Тайваня на вершине мировой классификации. Находясь в хорошей форме, Пэн Шуай и Се Шувэй уже в качестве фаворитов выиграли Открытый чемпионат Франции, обыграв в финале вторую сеяную пару Роберта Винчи — Сара Эррани. Этот титул стал вторым для них на турнирах серии Большого шлема.
| Стадия  | Соперницы (посев)                      | Рейтинг | Счёт        |
| 1 раунд | Светлана Кузнецова Саманта Стосур      | 61 / 40 | 6-2 6-4     |
| 2 раунд | Вера Душевина Чжэн Сайсай              | 35 / 48 | 6-1 6-3     |
| 3 раунд | Лиза Реймонд Лизель Хубер (15)         | 42 / 29 | 6-0 6-2     |
| 1/4     | Кара Блэк Саня Мирза (5)               | 10 / 8  | 6-2 3-6 6-3 |
| 1/2     | Гарбинье Мугуруса Карла Суарес Наварро | 64 / 58 | 6-2 5-7 6-2 |
| Финал   | Роберта Винчи Сара Эррани (2)          | 3 / 3   | 6-4 6-1     |

На Уимблдонском турнире им не удалось защитить титул победительниц — Пэн и Се выбыли в третьем раунде. В одиночном розыгрыше турнира Се Шувэй проиграла в первом раунде. В концовке сезона Пэн и Се вышли в финал Итогового турнира WTA, где проиграли паре Кара Блэк — Саня Мирза. В парном рейтинге по итогам сезона Се Шувэй финишировала на 5-м месте.
После двух успешных сезонов 2013 и 2014 годов результаты Се Шувэй ухудшились. На Открытом чемпионате Австралии 2015 года её лучшим результатом стал выход в полуфинал смешанных соревнований, где она выступила с уругвайцем Пабло Куэвасом. В марте на турнире в Куала-Лумпуре она смогла пройти в полуфинал одиночных соревнований. На Открытом чемпионате Франции в парном розыгрыше она выступила с итальянкой Флавией Пеннеттой и не смогла выиграть, дойдя, как и в предыдущем сезоне, до четвертьфинала. Также Пеннетта и Се выступили на Уимблдонском турнире, а в одиночных соревнованиях тайваньская теннисистка выступила, пройдя квалификационный отбор, и завершила выступления во втором раунде. На турнире в Токио, который проходил в середине сентября, ей удалось дойти до четвертьфинала. В ноябре она победила на 100-тысячнике ITF в Нанкине.
На Открытом чемпионате Австралии сезона 2016 года во втором раунде Се Шувэй легко проиграла лидеру женского тенниса Серене Уильямс. В феврале, выступая на родине, на турнире в Тайбэе она сумела выйти в полуфинал. Перейдя на грунт, в апреле Се вышла в 1/4 финала турнира в Праге. На Открытом чемпионате Франции в первом раунде она выбила из борьбы испанку Лару Арруабаррену, а во втором уступила чешке Петре Квитовой. Выбыв с Ролан Гаррос, она приняла участие в 100-тысячнике ITF в Марселе, где дошла до финала в одиночном и выиграла титул в парном разряде. На Уимблдоне представительница Тайваня проиграла в первом раунде в обоих разрядах. Также на старте она уступила и на Открытом чемпионате США. В декабре Се Шувэй смогла победить на 100-тысячнике из цикла ITF в Дубае. Сезон она закончила в конце топ-10 одиночного и парного рейтингов.

### 2017—2019 (победа на парном Уимблдоне)
Первый парный титул в сезоне 2017 года Се завоевала в феврале на зальном турнире в Будапеште совместно с Оксаной Калашниковой. В апреле в паре с румынкой Моникой Никулеску она взяла титул на грунтовом турнире в Биле. В первом раунде Открытого чемпионата Франции в одиночном разряде Се Шувэй впервые смогла обыграть теннисистку из топ-10. Она нанесла поражение № 8 в мире Йоханне Конте и в целом смогла пройти в третий раунд. В июле Се удалось выйти в четвертьфинал турнира в Наньчане. В парном разряде в августе она в партнёрстве с Никулеску вышла в финал турнира серии Премьер 5 в Цинциннати. В концовке сезона Се Шувэй в одиночном разряде смогла выйти в финал турнира младшей серии WTA 125 в Хуахине.
2018 год Се Шувэй начала с выхода в полуфинал турнира в Окленде, в котором она проиграла победительнице турнира Юлии Гёргес из Германии со счётом 1:6, 4:6. На Открытом чемпионате Австралии в одиночном разряде Се Шувэй повторила свой лучший результат десятилетней давности и сыграла в четвёртом круге, где уступила Анжелике Кербер из Германии. По ходу турнира теннисистка из Тайваня сумела переиграть Чжу Линь из Китая, третью сеянную Гарбинье Мугурусу из Испании и Агнешку Радваньскую из Польши. В парном разряде совместно с Пэн Шуай дошла до полуфинала, что было её лучшим достижением на кортах Мельбурна на тот момент. В марте на крупном турнире в Индиан-Уэлсе она сыграла в паре с Барборой Стрыцовой, что принесло успех — они смогли стать чемпионками данного турнира. Титул стал 20-м в карьере теннисистке из Тайваня, завоеванным в парном разряде в WTA-туре.
В мае 2018 года Се Шувэй на турнире в Рабате (Марокко) дошла до полуфинала, где проиграла бельгийке Элизе Мертенс в двух сетах. На Уимблдонском турнире в июле ей удалось в третьем раунде переиграть № 1 в мире на тот момент Симону Халеп (3:6, 6:4, 7:5) и впервые сыграть в четвёртом раунде в одиночном разряде. В матче за выход в 1/4 финала она уступила Доминике Цибулковой в двух сетах. В сентябре Се выиграла турнир в Хиросиме (Япония), переиграв в финале американку Аманду Анисимову в двух сетах. Этот титул стал первым в одиночном разряде в WTA-туре с 2012 года. Сразу после этого успеха она дошла до полуфинала турнира в Сеуле (Южная Корея), в котором проиграла Айле Томлянович. В октябре Се сыграла в полуфинале турнира в Тяньцзине (Китай), но оказалась слабее Каролин Гарсии. К концу сезона она вошла в топ-30 одиночного рейтинга.
В январе 2019 года на турнире серии WTA в Окленде (Новая Зеландия) Се Шувэй дошла до полуфинала, где уступила теннисистке из Канады Бьянке Андрееску со счётом 3:6, 3:6. На Открытом чемпионате Австралии Се вышла в третий раунд. В феврале Се успешно выступила на Премьер-турнире в Дубае (ОАЭ). В одиночном разряде она смогла выйти в полуфинал, в котором уступила чешской теннисистке Петре Квитовой со счётом 6:3, 2:6, 4:6. На пути к полуфиналу Се Шувэй обыграла двух теннисисток из первой пятёрки мирового рейтинга: в третьем раунде Анжелику Кербер (№ 7 в мире) со счётом 5:7, 6:4, 6:0 и в 1/4 финала Каролину Плишкову (№ 5 в мире) — 6:4, 1:6, 7:5. В парном разряде с Барборой Стрыцовой ей удалось выиграть главный приз. В марте Се Шувэй на престижном турнире в Индиан-Уэлсе в матче третьего раунда смогла переиграть первую ракетку мира Наоми Осака (4:6, 7:6, 6:3), а затем Каролину Возняцки (6:3, 6:7, 6:2) и вышла в четвертьфинал, в котором уступила Анетт Контавейт (6:3, 2:6, 5:7). Результаты позволили Се переместиться на 24-ю строчку в одиночном рейтинге (лучшее в карьере 23-е место в 2013 году).
В апреле 2019 года Се Шувэй дошла до четвертьфинала турнира в Рабате, где проиграла теннисистке из Великобритании Йоханне Конте. В мае на Премьер-турнире высшей категории в Мадриде она завоевала парный трофей в партнёрстве с Барборой Стрыцовой. В июне на турнире в Бирмингеме Се Шувэй и Барбора Стрыцова смогли также выиграть титул. Главный успех сезона их ожидал на Уимблдонском турнире. Се Шувэй и Барбора Стрыцова выступили в качестве третьей пары посева и смогли стать чемпионками Уимблдона, не отдав соперницам ни сета. Для Се это уже второй титул на Уимблдоне после победы в 2013 году с Пэн Шуай. Победа позволила ей подняться на пятое место в парном рейтинге. В одиночном разряде на Уимблдоне Се смогла доиграть до третьего раунда.
| Стадия  | Соперницы (посев)                        | Рейтинг   | Счёт       |
| 1 раунд | Мона Бартель Ксения Кнолль               | 91 / 80   | 6-2 6-1    |
| 2 раунд | Екатерина Александрова Виктория Голубич  | 154 / 303 | 6-2 6-2    |
| 3 раунд | Ирина-Камелия Бегу Моника Никулеску (15) | 41 / 46   | 6-3 6-4    |
| 1/4     | Элизе Мертенс Арина Соболенко (6)        | 5 / 20    | 6-4 6-2    |
| 1/2     | Тимея Бабош Кристина Младенович (1)      | 2 / 1     | 7-6(5) 6-4 |
| Финал   | Габриэла Дабровски Сюй Ифань (4)         | 13 / 13   | 6-2 6-4    |

На Открытом чемпионате США 2019 года Се Шувэй проиграла во втором раунде Каролине Муховой из Чехии в трёх сетах. В концовке сезона в паре со Стрыцовой она приняла участие на Итоговом турнире WTA. Их пара смогла дойти до финала, в котором победу одержали Тимея Бабош и Кристина Младенович — 1:6, 3:6. По итогам сезона Се стала 32-й в одиночном и 4-й в парном рейтингах.

### 2020—2022 (третий титул на Уимблдоне и возвращение на вершину парного рейтинга, 1/4 финала в одиночках в Австралии)
На старте сезона 2020 года Се Шувэй и Барбора Стрыцова выиграли парный приз турнира в Брисбене. На Открытом чемпионате Австралии им удалось выйти в парный финал, в котором они проиграли дуэту Тимея Бабош и Кристина Младенович — 2:6, 1:6. Несмотря на поражение в финале, заработанные в Мельбурне очки позволили Се Шувэй вернуться на первую позицию парного рейтинга впервые с июля 2014 года. Это второй по продолжительности разрыв в сроках нахождения на вершине парного рейтинга после Мартины Хингис. В феврале Се на одну неделю уступила первую строчку Кристине Младенович, но после побед со Стрыцовой на турнирах в Дубае и Дохе Се Шувэй вновь возглавила рейтинг и продержалась на вершине до февраля 2021 года. После паузы в сезоне Се Шувэй и Стрыцова смогли в сентябре выиграть парный титул в Риме.
В 2021 году Се Шувэй добилась успеха в одиночном разряде. В феврале она смогла впервые выйти в четвертьфинал Большого шлема — на Открытом чемпионате Австралии Се обыграла Цветану Пиронкову, № 9 в мире Бьянку Андрееску, Сару Эррани и Маркету Вондроушову. В борьбе за выход в полуфинал она проиграла Наоми Осака, ставшей впоследствии победительницей того розыгрыша турнира. Дальнейшие успехи по ходу сезона были связаны вновь с парным разрядом. В этом сезоне Се Шувэй играла в основном в партнёрстве с Элизе Мертенс. На Уимблдоне их пара смогла выиграть титул, ставший третьим в карьере Се Шувэй на этом турнире. В решающем матче они в трудной борьбе переиграли россиянок Елену Веснину и Веронику Кудерметову, взяв последний сет при счёте 9-7.
| Стадия  | Соперницы (посев)                       | Рейтинг   | Счёт        |
| 1 раунд | Галина Воскобоева Виталия Дьяченко (PR) | 205 / 512 | 7-5 6-2     |
| 2 раунд | Виктория Голубич Мисаки Дои             | 121 / 81  | 6-1 5-7 6-0 |
| 3 раунд | Эйжа Мухаммад Джессика Пегула (14)      | 36 / 54   | 7-5 6-3     |
| 1/4     | Александра Крунич Нина Стоянович        | 57 / 55   | 6-1 6-3     |
| 1/2     | Сюко Аояма Эна Сибахара (5)             | 13 / 13   | 6-4 1-6 6-3 |
| Финал   | Елена Веснина Вероника Кудерметова (PR) | 139 / 24  | 3-6 7-5 9-7 |

На Открытом чемпионате США 2021 года Мертенс и Се дошли до четвертьфинала. В октябре они выиграли парный приз перенесённого на осень турнира серии WTA 1000 в Индиан-Уэлсе. На Итоговом турнире WTA они смогли выйти в финал, где проиграли Барборе Крейчиковой и Катерине Синяковой (3:6, 4:6). На протяжении сезона Се Шувэй периодически возглавляла парный рейтинг, но в концовке упустила первую позицию и заняла итоговую третью строчку парного рейтинга.

## Итоговое место в рейтинге WTA по годам
| Год  | Одиночный рейтинг | Парный рейтинг |
| 2024 | 909               | 7              |
| 2023 | 703               | 6              |
| 2021 | 106               | 3              |
| 2020 | 67                | 1              |
| 2019 | 32                | 4              |
| 2018 | 28                | 17             |
| 2017 | 96                | 32             |
| 2016 | 97                | 96             |
| 2015 | 107               | 26             |
| 2014 | 144               | 5              |
| 2013 | 85                | 3              |
| 2012 | 25                | 25             |
| 2011 | 172               | 35             |
| 2010 | 361               | 46             |
| 2009 | 318               | 9              |
| 2008 | 79                | 53             |
| 2007 | 143               | 46             |
| 2006 | 140               | 102            |
| 2005 | 154               | 135            |
| 2004 | 426               | 166            |
| 2003 | 653               | 523            |
| 2002 | 262               | 199            |
| 2001 | 165               | 513            |

## Выступления на турнирах

### Финалы турнировWTAв одиночном разряде (3)

#### Победы (3)
| Легенда: До 2009 года           | Легенда: С 2009 года                         |
| ------------------------------- | -------------------------------------------- |
| Турниры Большого шлема (0+7+2)* |                                              |
| Олимпиада (0)                   |                                              |
| Итоговый турнир WTA (0+1)       |                                              |
| 1-я категория (0)               | Premier Mandatory / WTA 1000 Mandatory (0+5) |
| 2-я категория (0+1)             | Premier 5 / WTA 1000 (0+8)                   |
| 3-я категория (0+1)             | Premier / WTA 500 (0+4)                      |
| 4-я категория (0+2)             | International / WTA 250 (3+6)                |
| 5-я категория (0)               | International / WTA 250 (3+6)                |

| Титулы по покрытиям | Титулы по месту проведения матчей турнира |
| ------------------- | ----------------------------------------- |
| Хард (3+22+1)*      | Зал (0+2)                                 |
| Грунт (0+6)         | Зал (0+2)                                 |
| Трава (0+7+1)       | Открытый воздух (3+33+2)                  |
| Ковёр (0)           | Открытый воздух (3+33+2)                  |

* количество побед в одиночном разряде + количество побед в парном разряде + количество побед в миксте.
| №  | Дата             | Турнир                 | Покрытие | Соперница в финале | Счёт                |
| 1. | 4 марта 2012     | Куала-Лумпур, Малайзия | Хард     | Петра Мартич       | 2-6 7-5 4-1 — отказ |
| 2. | 22 сентября 2012 | Гуанчжоу, Китай        | Хард     | Лора Робсон        | 6-3 5-7 6-4         |
| 3. | 16 сентября 2018 | Хиросима, Япония       | Хард     | Аманда Анисимова   | 6-2 6-2             |

### Финалы турнировWTA 125иITFв одиночном разряде (32)

#### Победы (27)
| Легенда:           |
| ------------------ |
| WTA 125 (0+1)*     |
| 100.000 USD (4+3)  |
| 75.000 USD (1)     |
| 50.000 USD (1+6)   |
| 25.000 USD (16+11) |
| 10.000 USD (5+3)   |

| Титулы по покрытиям | Титулы по месту проведения матчей турнира |
| ------------------- | ----------------------------------------- |
| Хард (21+13)*       | Зал (0+1)                                 |
| Грунт (1+4)         | Зал (0+1)                                 |
| Трава (1)           | Открытый воздух (27+23)                   |
| Ковёр (4+7)         | Открытый воздух (27+23)                   |

* количество побед в одиночном разряде + количество побед в парном разряде.
| №   | Дата             | Турнир                     | Покрытие | Соперница в финале    | Счёт              |
| 1.  | 4 февраля 2001   | Веллингтон, Новая Зеландия | Хард     | Шелли Стефенс         | 6-2 6-4           |
| 2.  | 18 марта 2001    | Гаосюн, Тайвань            | Хард     | Чжуан Цзяжун          | 6-4 3-6 6-3       |
| 3.  | 12 августа 2001  | Бангкок, Таиланд           | Хард     | Анжелик Виджайя       | 7-6(4) 6-2        |
| 4.  | 19 августа 2001  | Бангкок, Таиланд           | Хард     | Напапорн Тонгсали     | 6-3 6-2           |
| 5.  | 16 сентября 2001 | Пичтри, США                | Хард     | Мари-Эв Пеллетье      | 6-4 3-6 6-4       |
| 6.  | 31 августа 2003  | Сайтама, Япония            | Хард     | Рёко Такэмура         | 6-3 6-2           |
| 7.  | 5 июня 2005      | Гумма, Япония              | Ковёр    | Сэйко Окамото         | 6-1 6-2           |
| 8.  | 11 июня 2005     | Сеул, Южная Корея          | Хард     | Ким Чин Хе            | 6-2 2-6 6-3       |
| 9.  | 19 июня 2005     | Инчхон, Южная Корея        | Хард     | Ё Ми                  | 6-1 6-2           |
| 10. | 24 июня 2005     | Куруме, Япония             | Ковёр    | Эрика Такао           | 6-2 6-3           |
| 11. | 5 ноября 2006    | Сутама, Япония             | Грунт    | Чжуан Цзяжун          | 6-4 6-3           |
| 12. | 25 марта 2007    | Реддинг, США               | Грунт    | Екатерина Афиногенова | 6-3 6-7(4) 7-6(5) |
| 13. | 13 мая 2007      | Кимчхон, Южная Корея       | Хард     | Чжань Цзиньвэй        | 6-2 6-4           |
| 14. | 27 апреля 2008   | Инчхон, Южная Корея        | Хард     | Се Яньцзэ             | 6-1 6-1           |
| 15. | 7 сентября 2008  | Цукуба, Япония             | Хард     | Се Яньцзэ             | 4-6 6-3 6-0       |
| 16. | 19 октября 2008  | Макинохара, Япония         | Ковёр    | Акико Ёнэмура         | 6-1 3-6 6-3       |
| 17. | 26 сентября 2009 | Макинохара, Япония         | Ковёр    | Мисаки Дой            | 2-6 7-5 7-6(4)    |
| 18. | 27 февраля 2011  | Милдьюра, Австралия        | Трава    | Кэти О`Брайен         | 6-1 6-2           |
| 19. | 7 августа 2011   | Пекин, Китай               | Хард     | Куруми Нара           | 6-2 6-2           |
| 20. | 23 октября 2011  | Сеул, Южная Корея          | Хард     | Юрика Сэма            | 6-1 6-0           |
| 21. | 15 апреля 2012   | Вэньшань, Китай            | Хард     | Чжэн Сайсай           | 6-3 6-3           |
| 22. | 15 сентября 2012 | Нинбо, Китай               | Хард     | Чжан Шуай             | 6-2 6-2           |
| 23. | 14 октября 2012  | Сучжоу, Китай              | Хард     | Дуань Инъин           | 6-2 6-2           |
| 24. | 26 апреля 2015   | Шэньчжэнь, Китай           | Хард     | Ян Чжаосюань          | 6-2 6-2           |
| 25. | 3 мая 2015       | Наньнин, Китай             | Хард     | Чан Су Джон           | 6-2 6-3           |
| 26. | 1 ноября 2015    | Нанкин, Китай              | Хард     | Юлия Путинцева        | 7-6(5) 2-6 6-2    |
| 27. | 18 декабря 2016  | Дубай, ОАЭ                 | Хард     | Наталья Вихлянцева    | 6-2 6-2           |

#### Поражения (5)
| №  | Дата           | Турнир              | Покрытие   | Соперница в финале | Счёт           |
| 1. | 24 мая 2004    | Сеул, Южная Корея   | Хард       | Ким Чин Хе         | 2-6 4-6        |
| 2. | 19 ноября 2006 | Гаосюн, Тайвань     | Хард       | Чжань Юнжань       | 7-5 6-7(6) 0-6 |
| 3. | 30 июля 2011   | Фергана, Узбекистан | Хард       | Аю-Фани Дамаянти   | 3-6 4-6        |
| 4. | 5 июня 2016    | Марсель, Франция    | Грунт      | Данка Ковинич      | 2-6 3-6        |
| 5. | 12 ноября 2017 | Хуахин, Таиланд     | Хард (зал) | Белинда Бенчич     | 3-6 4-6        |

### Финалы турниров Большого шлема в парном разряде (10)

#### Победы (7)
| №  | Год  | Турнир                         | Покрытие | Партнёрша        | Соперницы в финале                 | Счёт           |
| 1. | 2013 | Уимблдон                       | Трава    | Пэн Шуай         | Эшли Барти Кейси Деллакква         | 7-6(1) 6-1     |
| 2. | 2014 | Открытый чемпионат Франции     | Грунт    | Пэн Шуай         | Роберта Винчи Сара Эррани          | 6-4 6-1        |
| 3. | 2019 | Уимблдон (2)                   | Трава    | Барбора Стрыцова | Габриэла Дабровски Сюй Ифань       | 6-2 6-4        |
| 4. | 2021 | Уимблдон (3)                   | Трава    | Элизе Мертенс    | Елена Веснина Вероника Кудерметова | 3-6 7-5 9-7    |
| 5. | 2023 | Открытый чемпионат Франции (2) | Грунт    | Ван Синьюй       | Тейлор Таунсенд Лейла Фернандес    | 1-6 7-6(5) 6-1 |
| 6. | 2023 | Уимблдон (4)                   | Трава    | Барбора Стрыцова | Элизе Мертенс Сторм Хантер         | 7-5 6-4        |
| 7. | 2024 | Открытый чемпионат Австралии   | Хард     | Элизе Мертенс    | Людмила Киченок Елена Остапенко    | 6-1 7-5        |

#### Поражения (3)
| №  | Год  | Турнир                           | Покрытие | Партнёрша        | Соперницы в финале                 | Счёт           |
| 1. | 2020 | Открытый чемпионат Австралии     | Хард     | Барбора Стрыцова | Тимея Бабош Кристина Младенович    | 2-6 1-6        |
| 2. | 2025 | Открытый чемпионат Австралии (2) | Хард     | Елена Остапенко  | Катерина Синякова Тейлор Таунсенд  | 2-6 7-6(4) 3-6 |
| 3. | 2025 | Уимблдон                         | Трава    | Елена Остапенко  | Вероника Кудерметова Элизе Мертенс | 6-3 2-6 4-6    |

### Финалы Итогового турнираWTAв парном разряде (4)

#### Победа (1)
| №  | Год  | Турнир          | Покрытие   | Партнёрша | Соперницы в финале               | Счёт    |
| 1. | 2013 | Стамбул, Турция | Хард (зал) | Пэн Шуай  | Елена Веснина Екатерина Макарова | 6-4 7-5 |

#### Поражения (3)
| №  | Год  | Турнир               | Покрытие   | Партнёрша        | Соперницы в финале                   | Счёт    |
| 1. | 2014 | Сингапур             | Хард (зал) | Пэн Шуай         | Кара Блэк Саня Мирза                 | 1-6 0-6 |
| 2. | 2019 | Шэньчжэнь, Китай     | Хард (зал) | Барбора Стрыцова | Тимея Бабош Кристина Младенович      | 1-6 3-6 |
| 3. | 2021 | Гвадалахара, Мексика | Хард       | Элизе Мертенс    | Барбора Крейчикова Катерина Синякова | 3-6 4-6 |

### Финалы турнировWTAв парном разряде (54)

#### Победы (35)
| №   | Дата             | Турнир                         | Покрытие   | Партнёрша          | Соперницы в финале                   | Счёт                 |
| 1.  | 23 сентября 2007 | Пекин, Китай                   | Хард       | Чжуан Цзяжун       | Сюй Ифань Хань Синьюнь               | 7-6(3) 6-3           |
| 2.  | 30 сентября 2007 | Сеул, Южная Корея              | Хард       | Чжуан Цзяжун       | Ясмин Вёр Элени Данилиду             | 6-2 6-2              |
| 3.  | 14 сентября 2008 | Бали, Индонезия                | Хард       | Пэн Шуай           | Марта Домаховская Надежда Петрова    | 6-7(4) 7-6(3) [10-7] |
| 4.  | 28 сентября 2008 | Сеул, Южная Корея (2)          | Хард       | Чжуан Цзяжун       | Вера Душевина Мария Кириленко        | 6-3 6-0              |
| 5.  | 18 января 2009   | Сидней, Австралия              | Хард       | Пэн Шуай           | Кейси Деллакква Натали Деши          | 6-0 6-1              |
| 6.  | 9 мая 2009       | Рим, Италия                    | Грунт      | Пэн Шуай           | Даниэла Гантухова Ай Сугияма         | 7-5 7-6(5)           |
| 7.  | 11 октября 2009  | Пекин, Китай (2)               | Хард       | Пэн Шуай           | Алла Кудрявцева Екатерина Макарова   | 6-3 6-1              |
| 8.  | 24 сентября 2011 | Гуанчжоу, Китай                | Хард       | Чжэн Сайсай        | Хань Синьюнь Чжань Цзиньвэй          | 6-2 6-1              |
| 9.  | 17 июня 2012     | Бирмингем, Великобритания      | Трава      | Тимея Бабош        | Лиза Реймонд Лизель Хубер            | 7-5 6-7(2) [10-8]    |
| 10. | 19 мая 2013      | Рим, Италия (2)                | Грунт      | Пэн Шуай           | Роберта Винчи Сара Эррани            | 4-6 6-3 [10-8]       |
| 11. | 6 июля 2013      | Уимблдон                       | Трава      | Пэн Шуай           | Эшли Барти Кейси Деллакква           | 7-6(1) 6-1           |
| 12. | 18 августа 2013  | Цинциннати, США                | Хард       | Пэн Шуай           | Анна-Лена Грёнефельд Квета Пешке     | 2-6 6-3 [12-10]      |
| 13. | 21 сентября 2013 | Гуанчжоу, Китай (2)            | Хард       | Пэн Шуай           | Галина Воскобоева Ваня Кинг          | 6-3 4-6 [12-10]      |
| 14. | 27 октября 2013  | Итоговый турнир WTA            | Хард (зал) | Пэн Шуай           | Елена Веснина Екатерина Макарова     | 6-4 7-5              |
| 15. | 16 февраля 2014  | Доха, Катар                    | Хард       | Пэн Шуай           | Квета Пешке Катарина Среботник       | 6-4 6-0              |
| 16. | 15 марта 2014    | Индиан-Уэлс, США               | Хард       | Пэн Шуай           | Кара Блэк Саня Мирза                 | 7-6(5) 6-2           |
| 17. | 8 июня 2014      | Открытый чемпионат Франции     | Грунт      | Пэн Шуай           | Роберта Винчи Сара Эррани            | 6-4 6-1              |
| 18. | 26 февраля 2017  | Будапешт, Венгрия              | Хард (зал) | Оксана Калашникова | Галина Воскобоева Арина Родионова    | 6-3 4-6 [10-4]       |
| 19. | 16 апреля 2017   | Биль, Швейцария                | Хард (зал) | Моника Никулеску   | Тимея Бачински Мартина Хингис        | 5-7 6-3 [10-7]       |
| 20. | 17 марта 2018    | Индиан-Уэлс, США (2)           | Хард       | Барбора Стрыцова   | Елена Веснина Екатерина Макарова     | 6-4 6-4              |
| 21. | 23 февраля 2019  | Дубай, ОАЭ                     | Хард       | Барбора Стрыцова   | Луция Градецкая Екатерина Макарова   | 6-4 6-4              |
| 22. | 11 мая 2019      | Мадрид, Испания                | Грунт      | Барбора Стрыцова   | Габриэла Дабровски Сюй Ифань         | 6-3 6-1              |
| 23. | 23 июня 2019     | Бирмингем, Великобритания (2)  | Трава      | Барбора Стрыцова   | Анна-Лена Грёнефельд Деми Схюрс      | 6-4 6-7(4) [10-8]    |
| 24. | 14 июля 2019     | Уимблдон (2)                   | Трава      | Барбора Стрыцова   | Габриэла Дабровски Сюй Ифань         | 6-2 6-4              |
| 25. | 12 января 2020   | Брисбен, Австралия             | Хард       | Барбора Стрыцова   | Эшли Барти Кики Бертенс              | 3-6 7-6(7) [10-8]    |
| 26. | 22 февраля 2020  | Дубай, ОАЭ (2)                 | Хард       | Барбора Стрыцова   | Барбора Крейчикова Чжэн Сайсай       | 7-5 3-6 [10-5]       |
| 27. | 28 февраля 2020  | Доха, Катар (2)                | Хард       | Барбора Стрыцова   | Габриэла Дабровски Елена Остапенко   | 6-2 5-7 [10-2]       |
| 28. | 20 сентября 2020 | Рим, Италия (3)                | Грунт      | Барбора Стрыцова   | Йоана Ралука Олару Анна-Лена Фридзам | 6-2 6-2              |
| 29. | 10 июля 2021     | Уимблдон (3)                   | Трава      | Элизе Мертенс      | Елена Веснина Вероника Кудерметова   | 3-6 7-5 9-7          |
| 30. | 16 октября 2021  | Индиан-Уэлс, США (3)           | Хард       | Элизе Мертенс      | Вероника Кудерметова Елена Рыбакина  | 7-6(1) 6-3           |
| 31. | 11 июня 2023     | Открытый чемпионат Франции (2) | Грунт      | Ван Синьюй         | Тейлор Таунсенд Лейла Фернандес      | 1-6 7-6(5) 6-1       |
| 32. | 16 июля 2023     | Уимблдон (4)                   | Трава      | Барбора Стрыцова   | Элизе Мертенс Сторм Хантер           | 7-5 6-4              |
| 33. | 28 января 2024   | Открытый чемпионат Австралии   | Хард       | Элизе Мертенс      | Людмила Киченок Елена Остапенко      | 6-1 7-5              |
| 34. | 16 марта 2024    | Индиан-Уэлс, США (4)           | Хард       | Элизе Мертенс      | Катерина Синякова Сторм Хантер       | 6-3 6-4              |
| 35. | 23 июня 2024     | Бирмингем, Великобритания (3)  | Трава      | Элизе Мертенс      | Мию Като Чжан Шуай                   | 6-1 6-3              |

#### Поражения (19)
| №   | Дата             | Турнир                           | Покрытие   | Партнёрша        | Соперницы в финале                         | Счёт              |
| 1.  | 3 октября 2004   | Сеул, Южная Корея                | Хард       | Чжуан Цзяжун     | Чо Юн Джон Чон Мира                        | 3-6 6-1 5-7       |
| 2.  | 6 января 2007    | Окленд, Новая Зеландия           | Хард       | Шиха Уберой      | Жанетта Гусарова Паола Суарес              | 0-6 2-6           |
| 3.  | 18 февраля 2007  | Бангалор, Индия                  | Хард       | Алла Кудрявцева  | Чжань Юнжань Чжуан Цзяжун                  | 7-6(4) 2-6 [9-11] |
| 4.  | 10 февраля 2008  | Паттайя, Таиланд                 | Хард       | Ваня Кинг        | Чжань Юнжань Чжуан Цзяжун                  | 4-6 3-6           |
| 5.  | 17 августа 2008  | Цинциннати, США                  | Хард       | Ярослава Шведова | Мария Кириленко Надежда Петрова            | 3-6 6-4 [8-10]    |
| 6.  | 26 октября 2014  | Итоговый турнир WTA              | Хард (зал) | Пэн Шуай         | Кара Блэк Саня Мирза                       | 1-6 0-6           |
| 7.  | 28 февраля 2015  | Доха, Катар                      | Хард       | Саня Мирза       | Ракель Копс-Джонс Абигейл Спирс            | 4-6 4-6           |
| 8.  | 19 августа 2017  | Цинциннати, США (2)              | Хард       | Моника Никулеску | Мартина Хингис Чжань Юнжань                | 6-4 4-6 [7-10]    |
| 9.  | 24 февраля 2018  | Дубай, ОАЭ                       | Хард       | Пэн Шуай         | Чжань Хаоцин Ян Чжаосюань                  | 6-4 2-6 [6-10]    |
| 10. | 25 августа 2018  | Нью-Хейвен, США                  | Хард       | Лаура Зигемунд   | Андреа Сестини Главачкова Барбора Стрыцова | 4-6 7-6(7) [4-10] |
| 11. | 23 сентября 2018 | Сеул, Южная Корея (2)            | Хард       | Се Шуин          | Хан Нарэ Чхве Джихи                        | 3-6 2-6           |
| 12. | 21 сентября 2019 | Осака, Япония                    | Хард       | Се Шуин          | Чжань Хаоцин Чжань Юнжань                  | 5-7 5-7           |
| 13. | 3 ноября 2019    | Итоговый турнир WTA (2)          | Хард (зал) | Барбора Стрыцова | Тимея Бабош Кристина Младенович            | 1-6 3-6           |
| 14. | 31 января 2020   | Открытый чемпионат Австралии     | Хард       | Барбора Стрыцова | Тимея Бабош Кристина Младенович            | 2-6 1-6           |
| 15. | 17 ноября 2021   | Итоговый турнир WTA (3)          | Хард       | Элизе Мертенс    | Барбора Крейчикова Катерина Синякова       | 3-6 4-6           |
| 16. | 26 января 2025   | Открытый чемпионат Австралии (2) | Хард       | Елена Остапенко  | Катерина Синякова Тейлор Таунсенд          | 2-6 7-6(4) 3-6    |
| 17. | 22 февраля 2025  | Дубай, ОАЭ (2)                   | Хард       | Елена Остапенко  | Катерина Синякова Тейлор Таунсенд          | 6-7(5) 4-6        |
| 18. | 28 июня 2025     | Истборн, Великобритания          | Трава      | Майя Джойнт      | Мария Боузкова Анна Данилина               | 4-6 5-7           |
| 19. | 13 июля 2025     | Уимблдон                         | Трава      | Елена Остапенко  | Вероника Кудерметова Элизе Мертенс         | 6-3 2-6 4-6       |

### Финалы турнировWTA 125иITFв парном разряде (39)

#### Победы (24)
| №   | Дата            | Турнир                | Покрытие    | Партнёрша         | Соперницы в финале                   | Счёт            |
| 1.  | 12 августа 2001 | Бангкок, Таиланд      | Хард        | Чжань Цзиньвэй    | Ким Чинхе Чхэ Кёнйе                  | 6-1 6-3         |
| 2.  | 21 апреля 2002  | Гумма, Япония         | Ковёр       | Чжань Цзиньвэй    | Кумико Иидзима Мари Иноуэ            | 6-0 6-1         |
| 3.  | 26 июня 2004    | Инчхон, Южная Корея   | Хард        | Чжань Цзиньвэй    | Ким Миок Чхой Чин Ын                 | 6-2 6-0         |
| 4.  | 28 августа 2004 | Нью-Дели, Индия       | Хард        | Чжуан Цзяжун      | Акгуль Аманмурадова Саня Мирза       | 7-6(8) 6-4      |
| 5.  | 27 февраля 2005 | Тайбэй, Тайвань       | Хард        | Чжуан Цзяжун      | Сэйко Окамото Рёко Фуда              | 6-3 6-2         |
| 6.  | 5 июня 2005     | Гумма, Япония         | Ковёр       | Чжань Цзиньвэй    | Аями Такасэ Маюми Ямамото            | 6-2 1-1 — отказ |
| 7.  | 11 июня 2005    | Сеул, Южная Корея     | Хард        | Чжань Цзиньвэй    | Маки Араи Ли Ын Чон                  | 6-2 6-1         |
| 8.  | 19 июня 2005    | Инчхон, Южная Корея   | Хард        | Чжань Цзиньвэй    | Ли Йе Ра Чхои Чин Ёун                | 6-2 7-6(4)      |
| 9.  | 23 июля 2005    | Куруме, Япония        | Ковёр       | Чжань Цзиньвэй    | Аюми Морита Эрика Сэма               | 6-4 6-3         |
| 10. | 13 ноября 2005  | Шэньчжэнь, Китай      | Хард        | Янь Цзы           | Сюй Вэньсинь Чжань Цзиньвэй          | 6-0 6-2         |
| 11. | 4 декабря 2005  | Палм-Бич-Гарденс, США | Хард        | Чжань Цзиньвэй    | Ольга Благотова Катерина Богмова     | 7-6(2) 7-5      |
| 12. | 5 мая 2006      | Гифу, Япония          | Ковёр       | Чжань Цзиньвэй    | Чжань Юнжань Чжуан Цзяжун            | 7-6(5) 3-6 7-5  |
| 13. | 22 октября 2006 | Макинохара, Япония    | Ковёр       | Кимико Иидзима    | Ким Хеа Ми Кэйко Тэгути              | 6-3 4-6 6-0     |
| 14. | 28 октября 2006 | Хамамацу, Япония      | Ковёр       | Чжуан Цзяжун      | Маки Араи Сэйко Окамото              | 7-6(2) 7-5      |
| 15. | 12 ноября 2006  | Шэньчжэнь, Китай      | Хард        | Алла Кудрявцева   | Акгуль Аманмурадова Ирода Туляганова | 2-0 — отказ     |
| 16. | 18 марта 2007   | Ориндж, США           | Хард        | Хорхелина Краверо | Татьяна Лужанская Чжань Цзиньвэй     | 6-3 6-1         |
| 17. | 13 мая 2007     | Кимчхон, Южная Корея  | Хард        | Чжань Цзиньвэй    | Татьяна Лужанская Романа Теджакусума | 7-5 6-4         |
| 18. | 18 мая 2008     | Сен-Годенс, Франция   | Грунт       | Мари-Эв Пеллетье  | Орели Веди Шанель Схеперс            | 6-4 6-0         |
| 19. | 26 октября 2008 | Тайбэй, Тайвань       | Ковёр (зал) | Чжуан Цзяжун      | Сюй Вэньсинь Хуан Исюань             | 6-3 6-3         |
| 20. | 15 апреля 2012  | Вэньшань, Китай       | Хард        | Се Шуин           | Лю Ваньтин Сюй Ифань                 | 6-3 6-2         |
| 21. | 5 июня 2016     | Марсель, Франция      | Грунт       | Николь Мелихар    | Лурдес Домингес Лино Яна Чепелова    | 1-6 6-3 [10-3]  |
| 22. | 9 октября 2016  | Порту, Португалия     | Грунт       | Се Шуин           | Рита Виласа Франсишка Жоржи          | 6-3 6-4         |
| 23. | 13 мая 2017     | Кань-сюр-Мер, Франция | Грунт       | Чжан Кайчжэнь     | Рената Ворачова Ралука Олару         | 7-5 6-1         |
| 24. | 26 ноября 2017  | Гонолулу, США         | Хард        | Се Шуин           | Эйжа Мухаммад Эри Ходзуми            | 6-1 7-6(3)      |

#### Поражения (15)
| №   | Дата             | Турнир                     | Покрытие    | Партнёрша          | Соперницы в финале             | Счёт              |
| 1.  | 4 февраля 2001   | Веллингтон, Новая Зеландия | Хард        | Аннетта Колб       | Донна Макинтайр Шелли Стефенс  | 5-7 6-0 2-6       |
| 2.  | 28 апреля 2002   | Сеул, Южная Корея          | Хард        | Чжань Цзиньвэй     | Ким Миок Чхве Чин Ын           | 2-6 6-7(4)        |
| 3.  | 31 августа 2003  | Сайтама, Япония            | Хард        | Мари Иноуэ         | Рёко Такэмура Чхан Кёнми       | 2-6 2-6           |
| 4.  | 14 сентября 2003 | Фукуока, Япония            | Хард        | Мари Иноуэ         | Томоко Тайра Маюми Ямамото     | 1-6 4-6           |
| 5.  | 21 сентября 2003 | Киото, Япония              | Хард        | Мари Иноуэ         | Чхан Кёнми Рёко Такэмура       | 5-7 5-7           |
| 6.  | 24 октября 2004  | Хайбара, Япония            | Ковёр       | Чжуан Цзяжун       | Чжань Цзиньвэй Чжань Юнжань    | 6-7(5) 6-4 6-7(3) |
| 7.  | 31 октября 2004  | Шэньчжэнь, Китай           | Хард        | Чжуан Цзяжун       | Чжэн Цзе Янь Цзы               | 3-6 1-6           |
| 8.  | 28 ноября 2004   | Маунт-Гамбир, Австралия    | Хард        | Рёко Фуда          | Чжань Цзиньвэй Чжань Юнжань    | 3-6 7-5 5-7       |
| 9.  | 22 мая 2005      | Чханвон, Южная Корея       | Хард        | Чжань Цзиньвэй     | Сэйко Окамото Чжуан Цзяжун     | 2-6 5-7           |
| 10. | 9 июня 2006      | Сербитон, Великобритания   | Трава       | Тамарин Танасугарн | Кейси Деллакква Труди Мусгрейв | 3-6 3-6           |
| 11. | 19 ноября 2006   | Гаосюн, Тайвань            | Хард        | Чжань Цзиньвэй     | Чжань Юнжань Чжуан Цзяжун      | 6-7(2) 1-6        |
| 12. | 25 марта 2007    | Реддинг, США               | Хард        | Хорхелина Краверо  | Джулия Дитти Чжань Цзиньвэй    | 3-6 2-6           |
| 13. | 3 ноября 2007    | Таоюань, Тайвань           | Хард        | Се Шуин            | Чжань Хаоцин Чжань Юнжань      | 1-6 6-2 [12-14]   |
| 14. | 7 ноября 2010    | Тайбэй, Тайвань            | Ковёр (зал) | Саня Мирза         | Чжан Кайчжэнь Чжуан Цзяжун     | 4-6 2-6           |
| 15. | 18 декабря 2016  | Дубай, ОАЭ                 | Хард        | Валерия Савиных    | Мэнди Минелла Нина Стоянович   | 3-6 6-3 [4-10]    |

### Финалы турниров Большого шлема в смешанном парном разряде (2)

#### Победы (2)
| №  | Год  | Турнир                       | Покрытие | Партнёр       | Соперники в финале               | Счёт              |
| 1. | 2024 | Открытый чемпионат Австралии | Хард     | Ян Зелиньский | Дезире Кравчик Нил Скупски       | 6-7(5) 6-4 [11-9] |
| 2. | 2024 | Уимблдон                     | Трава    | Ян Зелиньский | Гильяна Ольмос Сантьяго Гонсалес | 6-4 6-2           |

## История выступлений на турнирах
По состоянию на 11 декабря 2023 года
Для того, чтобы предотвратить неразбериху и удваивание счёта, информация в этой таблице корректируется только по окончании турнира или по окончании участия там данного игрока.
| Турнир                              | 2002          | 2005          | 2006          | 2007          | 2008  | 2009  | 2012  | 2013          | 2014          | 2015          | 2016  | 2017          | 2018          | 2019          | 2020          | 2021          | 2023  | Итог   | В/П за карьеру |
| ----------------------------------- | ------------- | ------------- | ------------- | ------------- | ----- | ----- | ----- | ------------- | ------------- | ------------- | ----- | ------------- | ------------- | ------------- | ------------- | ------------- | ----- | ------ | -------------- |
| Турниры Большого шлема              |               |               |               |               |       |       |       |               |               |               |       |               |               |               |               |               |       |        |                |
| Открытый чемпионат Австралии        | К             | -             | К             | К             | 4Р    | 1Р    | К     | 2Р            | 1Р            | К             | 2Р    | 2Р            | 4Р            | 3Р            | 1Р            | 1/4           | -     | 0 / 10 | 15-10          |
| Открытый чемпионат Франции          | К             | -             | 1Р            | 1Р            | 1Р    | К     | 1Р    | 1Р            | К             | К             | 2Р    | 3Р            | 1Р            | 2Р            | 2Р            | 1Р            | -     | 0 / 11 | 5-11           |
| Уимблдонский турнир                 | К             | -             | 1Р            | 1Р            | 2Р    | -     | 3Р    | 2Р            | 1Р            | 2Р            | 1Р    | 1Р            | 4Р            | 3Р            | НП            | 1Р            | К     | 0 / 12 | 10-12          |
| Открытый чемпионат США              | К             | 1Р            | К             | К             | 2Р    | К     | 1Р    | 2Р            | К             | К             | 1Р    | К             | 2Р            | 2Р            | -             | 2Р            | -     | 0 / 8  | 5-8            |
| Итог                                | 0 / 0         | 0 / 1         | 0 / 2         | 0 / 2         | 0 / 4 | 0 / 1 | 0 / 3 | 0 / 4         | 0 / 2         | 0 / 1         | 0 / 4 | 0 / 3         | 0 / 4         | 0 / 4         | 0 / 2         | 0 / 4         | 0 / 0 | 0 / 41 |                |
| В/П в сезоне                        | 0-0           | 0-1           | 0-2           | 0-2           | 5-4   | 0-1   | 2-3   | 3-4           | 0-2           | 1-1           | 2-4   | 3-3           | 7-4           | 5-4           | 1-2           | 5-4           | 0-0   |        | 35-41          |
| Итоговые турниры                    |               |               |               |               |       |       |       |               |               |               |       |               |               |               |               |               |       |        |                |
| Турнир чемпионок WTA / Трофей элиты | -             | -             | -             | -             | -     | -     | -     | Группа        | -             | -             | -     | -             | -             | -             | Не проводился | Не проводился | -     | 0 / 1  | 1-2            |
| Олимпийские игры                    |               |               |               |               |       |       |       |               |               |               |       |               |               |               |               |               |       |        |                |
| Летняя олимпиада                    | Не проводился | Не проводился | Не проводился | Не проводился | -     | НП    | 1Р    | Не проводился | Не проводился | Не проводился | -     | Не проводился | Не проводился | Не проводился | Не проводился | -             | НП    | 0 / 1  | 0-1            |

К — проигрыш в квалификационном турнире.
| Турнир                       | 2005          | 2006          | 2007          | 2008  | 2009          | 2010          | 2011          | 2012  | 2013          | 2014          | 2015          | 2016  | 2017          | 2018          | 2019          | 2020          | 2021  | 2023  | Итог   | В/П за карьеру |
| ---------------------------- | ------------- | ------------- | ------------- | ----- | ------------- | ------------- | ------------- | ----- | ------------- | ------------- | ------------- | ----- | ------------- | ------------- | ------------- | ------------- | ----- | ----- | ------ | -------------- |
| Турниры Большого шлема       |               |               |               |       |               |               |               |       |               |               |               |       |               |               |               |               |       |       |        |                |
| Открытый чемпионат Австралии | 1Р            | 2Р            | 1Р            | 2Р    | 1/4           | 3Р            | 1/4           | 2Р    | 3Р            | 2Р            | 2Р            | 3Р    | -             | 1/2           | 2Р            | Ф             | 2Р    | -     | 0 / 16 | 28-16          |
| Открытый чемпионат Франции   | -             | -             | 2Р            | 1Р    | 1/2           | 1Р            | 1Р            | 2Р    | 2Р            | П             | 1/4           | 1Р    | 2Р            | 1Р            | 3Р            | 3Р            | 3Р    | П     | 2 / 16 | 29-14          |
| Уимблдонский турнир          | -             | 1Р            | 1Р            | 1Р    | 1Р            | 3Р            | 1Р            | 3Р    | П             | 3Р            | 1/4           | 1Р    | 1Р            | 3Р            | П             | НП            | П     | П     | 4 / 16 | 35-11          |
| Открытый чемпионат США       | -             | -             | 1Р            | 1Р    | 2Р            | 2Р            | 3Р            | 1/2   | 1/4           | 3Р            | 2Р            | -     | 3Р            | 3Р            | 3Р            | -             | 1/4   | 1/2   | 0 / 14 | 27-14          |
| Итог                         | 0 / 1         | 0 / 2         | 0 / 4         | 0 / 4 | 0 / 4         | 0 / 4         | 0 / 4         | 0 / 4 | 1 / 4         | 1 / 4         | 0 / 4         | 0 / 3 | 0 / 3         | 0 / 4         | 1 / 4         | 0 / 2         | 1 / 4 | 2 / 3 | 6 / 62 |                |
| В/П в сезоне                 | 0-1           | 1-2           | 1-4           | 1-4   | 8-4           | 5-4           | 5-4           | 8-3   | 12-3          | 11-3          | 8-4           | 2-3   | 3-3           | 8-4           | 11-3          | 7-2           | 12-3  | 16-1  |        | 119-55         |
| Олимпийские игры             |               |               |               |       |               |               |               |       |               |               |               |       |               |               |               |               |       |       |        |                |
| Летняя олимпиада             | Не проводился | Не проводился | Не проводился | -     | Не проводился | Не проводился | Не проводился | 1/4   | Не проводился | Не проводился | Не проводился | -     | Не проводился | Не проводился | Не проводился | Не проводился | -     | НП    | 0 / 1  | 2-1            |
| Итоговые турниры             |               |               |               |       |               |               |               |       |               |               |               |       |               |               |               |               |       |       |        |                |
| Итоговый турнир WTA          | -             | -             | -             | -     | -             | -             | -             | -     | П             | Ф             | -             | -     | -             | -             | Ф             | НП            | Ф     | -     | 1 / 4  | 10-5           |

| Турнир                       | 2009  | 2010  | 2011  | 2012  | 2013  | 2014  | 2015  | 2016  | 2019  | 2020  | 2023  | Итог   | В/П за карьеру |
| ---------------------------- | ----- | ----- | ----- | ----- | ----- | ----- | ----- | ----- | ----- | ----- | ----- | ------ | -------------- |
| Турниры Большого шлема       |       |       |       |       |       |       |       |       |       |       |       |        |                |
| Открытый чемпионат Австралии | -     | 1Р    | -     | 2Р    | 1/4   | 1Р    | 1/2   | 2Р    | -     | 2Р    | -     | 0 / 7  | 8-7            |
| Открытый чемпионат Франции   | 2Р    | 2Р    | 1Р    | -     | 2Р    | -     | -     | -     | -     | НП    | 2Р    | 2 / 5  | 4-5            |
| Уимблдонский турнир          | 1/4   | 3Р    | 1/2   | 1/4   | -     | -     | -     | -     | 2Р    | НП    | -     | 0 / 5  | 12-5           |
| Открытый чемпионат США       | 1/2   | 1Р    | -     | 1Р    | -     | -     | 1/4   | -     | 1Р    | НП    | 1Р    | 0 / 6  | 6-6            |
| Итог                         | 0 / 3 | 0 / 4 | 0 / 2 | 0 / 3 | 0 / 2 | 0 / 1 | 0 / 2 | 0 / 1 | 0 / 2 | 0 / 1 | 0 / 2 | 0 / 23 |                |
| В/П в сезоне                 | 6-3   | 3-4   | 4-2   | 4-3   | 3-2   | 0-1   | 5-2   | 1-1   | 1-2   | 1-1   | 2-2   |        | 30-23          |